# Senya Fleshin
Senya Fleshin (19 dezembro de 1894, Kiev, Império Russo - 19 de junho 1981,  Cidade do México, México) foi uma anarquista, jornalista e fotógrafa.

## Biografia
Senya Fleshin nasceu em Kiev em 19 de dezembro 1894. Quando ele tinha dezesseis anos sua família emigrou para os Estados Unidos e se estabeleceu em Nova York. Ele trabalhou para o Mother Earth, um jornal anarquista publicado por Emma Goldman.

### União Soviética
Em 1917 Fleshin retornou à Rússia para participar na Revolução Russa, onde ela teve um caso com Louise Berger, outro funcionários da Mother Earth que decidira voluntariamente acompanha-la na viagem.  Berger eventualmente deixou-a e foi para Odessa para participar de um grupo de naletchiki (bandidos armados) realizando "expropriações bancárias". Fleshin logo entrou em conflito com governo bolchevique, ao escrever um artigo criticando as políticas do governo bolcheviques, sendo presa e encarcerada.
Logo após ser libertada, ela conheceu Molly Steimer, uma anarquista que tinha sido deportada dos Estados Unidos. Irritadas com a supressão do movimento anarquista russo pelos comunistas, Senya e Mollie organizaram uma sociedade para ajudar prisioneiros anarquistas, viajando pelo país para ajudar os seus companheiros encarcerados. Em 1 de Novembro de 1922, as duas foram-se presas pelas polícia secreta soviética sob a acusação de "ajudar criminosos na Rússia" (ou seja, ajudar outros anarquistas) e "manter os laços com os anarquistas no exterior" (elas estavam se correspondendo com Goldman, que estava em Berlim).
Condenadas a dois anos em um campo de trabalhos forçados da Sibéria pelas autoridades soviéticas, Fleshin e Steimer, em 17 de novembro, declararam uma greve de fome em sua prisão de Petrogrado, sendo liberadas no dia seguinte. Elas foram proibidas, no entanto, de deixar a cidade e foram ordenadas a comparecer às autoridades a cada 48 horas. Pouco tempo depois, elas retomaram seus esforços em nome de seus companheiros presos. Em 9 de julho de 1923, a polícia invadiu o apartamento e elas foram novamente colocadas sob prisão, acusadas de propagar idéias anarquistas, em violação do art. 60-63 do Código Penal soviético.
Acompanhadas por seus companheiros de prisão, Fleshin e Steimer novamente declararam uma greve de fome. Protestos a Leon Trotsky por delegados anarco-sindicalistas estrangeiros, incluindo Emma Goldman, que escreveu uma carta pessoal de protesto para o congresso da Internacional Vermelha de Sindicatos eventualmente trouxe a libertação das duas. Desta vez, no entanto, elas foram notificadas da sua expulsão iminente do país. Em 27 de setembro de 1923, Fleshin e Steimer foram deportadas oficialmente e colocadas a bordo de um navio com destino a Alemanha.